# Yarnfield
Yarnfield – wieś w Anglii, w hrabstwie Staffordshire. Leży 11 km na północny zachód od miasta Stafford i 209 km na północny zachód od Londynu.